# Constantin Enceanu
Constantin Enceanu (n. 16 februarie 1964, Vișina Nouă, Olt, România) este un interpret de muzică populară românească.